# Fédération de Football de la République Islamique de Mauritanie
Die Fédération de Football de la République Islamique de Mauritanie (FFRIM) (Arabisch: اتحاد الجمهورية الإسلامية الموريتانية لكرة القدم) ist der mauretanische Fußballverband. Der Verband wurde 1961 gegründet und 1970 Mitglied der FIFA. Mitglied der CAF wurde er im Jahr 1968. Die nationalen Fußballligen (u. a. Ligue 1) und die Nationalmannschaft werden von ihr organisiert.

## Erfolge
- Fußball-Weltmeisterschaft

Teilnahmen: Keine
- Fußball-Afrikameisterschaft

Teilnahmen: Keine